# هليلة (حومة بوشهر)
هلیلة (بالفارسية: هلیله) هي قرية تقع في إيران في منطقة مركزية ريفية. يقدر عدد سكانها بـ 1,986 نسمة .